# Manchesterterrier
Manchester Terrier er en hunderace af typen terrier. Den er ikke almindelig i Danmark.

## Udseende
- Størrelse: skulderhøjde 40-41 cm for hanner og tæver 38 cm.
- Ørerne er små, V-formet og ligger ned.
- Hår: kort, tæt og glat.
- Farver: Sort og rødbrun.

## Oprindelse
Opstået i middelalderen i England. Den siges at være den nærmeste efterkommer af den nu uddøde engelsk terrier med navnet Black and Tan Terrier, som blev krydset med Whippet for at forbedre racens elegance og hastighed. Manchesterterrieren siges at være en af forfædrene til Dobermann og er delvist ansvarlig for deres sorte farve.

## Historie
Den blev udelukkende avlet til at dræbe rotter. Det er den tidligst kendte hundrace med det mål. Den blev brugt i konkurrencer, hvor der spilledes om, hvor hurtigt den kunne dræbe 100 rotter. Hunden der brugte kortest tid var vinder. Sporten er nu forbudt. 
I 1800 tallet fik racen dens nuværende farve og form. Den skulle matche herrens sorte jakkesæt og have kort hår så den kunne være i de victorianske hjem. Den er på ingen måde aggressiv overfor mennesker, da man skal kunne tage den op, mens den er ved at dræbe de 100 rotter, uden selv at komme til skade.

## Adfærd
Manchesterterrier er en sød og charmerende terrier. Den har som alle terriere sin egen mening, men samtidig er den nem at træne og elsker at blive trænet med eller bare hygge med familien. Den vil ofte knytte sig til en bestemt, men fungerer udmærket som familiehund og elsker at være sammen med mennesker. Den kræver tilvænning, hvis den skal bo sammen med andre dyr. Den er en meget aktiv lille hund, som gerne vil med på løbeture. Den er nem at have med overalt og hvis den bliver vænnet til det fra hvalp af, kan den klare alle former for situationer.

## Links
www.manchester-terrier.dk
www.dansk-terrier-klub.dk
www.dansk-kennel-klub.dk